# Xenia (Ohio)
Xenia è una località degli Stati Uniti d'America, capoluogo della contea di Greene, nello Stato dell'Ohio. La cittadina è famosa perché in essa è ambientato il lungometraggio Gummo del regista statunitense Harmony Korine. Xenia è conosciuta per essere stata colpita il 3 aprile 1974 da un tornado di categoria F5 elencata dalla Scala Fujita. È la città natale del trombonista jazz Vic Dickenson.